# Smiley (seriál)
Smiley je španělský dramatický televizní seriál z roku 2022, který uveřejnila streamovací služba Netflix.

## Děj
V předvánoční Barceloně se mladý barman Álex omylem dovolá na špatné telefonní číslo. Zanechá tak rozhořčený vzkaz místo svému bývalému partnerovi, který se s ním rozešel, architektovi Brunovi, který je také gay a nezadaný. Bruno mu zavolá zpět a dohodnou si rande. To se však nevydaří. Bruno považuje Álexe za povrchního egoistu, zatímco Álex si o Brunovi myslí, že je nafoukaný snob. Nicméně jim oběma setkání změní život.

## Obsazení
| Carlos Cuevas     | Álex                                   |
| Miki Esparbé      | Bruno Merino                           |
| Pepón Nieto       | Javier, uměleckým jménem Keena Mandrah |
| Meritxell Calvo   | Vero                                   |
| Giannina Fruttero | Patricia                               |
| Eduardo Lloveras  | Albert Costa                           |
| Ruth Llopis       | Núria Sunyer                           |
| Amparo Fernández  | Rosa                                   |
| Carles Sanjaime   | Ramiro                                 |
| Ramon Pujol       | Ramon                                  |
| Pep Munné         | Salvador Sunyer                        |
| Pilar Martínez    | Dolo                                   |
| Cedrick Mugisha   | Ibra Ndiongue                          |
| Valentina Pérez   | Najat                                  |
| Carla Linares     | Flor                                   |

## Seznam dílů
| Č. v seriálu | Původní název                          | Český název                 | Režie               | Scénář       | Premiéra na Netflixu |
| ------------ | -------------------------------------- | --------------------------- | ------------------- | ------------ | -------------------- |
| 1            | Cuando Álex encontró a Bruno           | Když Alex potkal Bruna      | Marta Pahissa       | Guillem Clua | 7. prosince 2022     |
| 2            | Las alas de Ícaro                      | Ikarova křídla              | Marta Pahissa       | Guillem Clua | 7. prosince 2022     |
| 3            | La fiera de mi niña                    | Leopardí žena               | David Martín-Porras | Guillem Clua | 7. prosince 2022     |
| 4            | Volver a empezar                       | Nový začátek                | David Martín-Porras | Guillem Clua | 7. prosince 2022     |
| 5            | Cada oveja en su corral                | Vánoce se prostě slaví doma | Marta Pahissa       | Guillem Clua | 7. prosince 2022     |
| 6            | Un grado de separación                 | Jeden stupeň rozchodu       | Marta Pahissa       | Guillem Clua | 7. prosince 2022     |
| 7            | Cinco minutos antes de la cuenta atrás | Pět minut do půlnoci        | David Martín-Porras | Guillem Clua | 7. prosince 2022     |
| 8            | El hilo rojo                           | Červená nit)                | David Martín-Porras | Guillem Clua | 7. prosince 2022     |